# Bukowski Las
Bukowski Las (prononciation [buˈkɔfski ˈlas]) est un village de la gmina de Hańsk, du powiat de Włodawa, dans la voïvodie de Lublin, situé dans l'est de la Pologne.
Il se situe à environ 6 kilomètres au sud-est de Hańsk (siège de la gmina), 22 kilomètres au sud de Włodawa (siège du powiat) et 63 kilomètres à l'est de Lublin (capitale de la voïvodie).

## Administration
De 1975 à 1998, le village est attaché administrativement à l'ancienne voïvodie de Chełm.

Depuis 1999, il fait partie de la nouvelle voïvodie de Lublin.